# تامر صلاح
تامر صلاح (مواليد 3 أبريل 1986) لاعب كرة قدم فلسطيني يجيد اللعب في مركز الدفاع مع منتخب فلسطين الوطني و نادي هلال القدس في دوري الضفة الغربية الفلسطيني.

## روابط خارجية
- تامر صلاح على موقع قاعدة بيانات كرة القدم.إي يو (الإنجليزية)
- تامر صلاح على موقع ناشيونال فوتبول تيمز (الإنجليزية)
- تامر صلاح على موقع Soccerway.com (الإنجليزية)